# LG X2 (2018)
LG X2는 LG전자가 2018년 2월 K8 2018로 공개하여 대한민국 시장에 2018년 6월 28일 출시한 보급형 스마트폰이다. 겉보기에는 대한민국 통신 3사를 통해 출시되는 것으로 보이지만 실제로는 알뜰폰 전용으로 출시된 기종이다. 전작 X300보다 성능이 하향 조정되어 X2로 작명되었다. 대부분의 글로벌 시장에는 K8 2018 또는 K9이라는 이름으로 X2와 거의 동일하게 출시되었으나 미국 시장에는 Aristo 2, Fortune 2 등의 이름으로 퀄컴 스냅드래곤 425와 1300만 화소 카메라를 탑재하여 향상된 사양으로 출시되었다.

## 운영 체제
LG X2는 안드로이드 7.1.2 누가를 탑재하여 출시되었다.

## 특수 기능

### 이지 카메라

#### 오토샷
셀피 카메라를 촬영할 때 얼굴을 자동으로 인식하여 빠르게 촬영하는 기능이다.

#### 퀵쉐어
촬영한 사진을 SNS에 빠르게 올릴 수 있는 기능이다.

## 색상
- 오로라 블랙
- 모로칸 블루 (K8 2018)
- 테라 골드 (K8 2018)

## 후속작
LG X2 2019(LM-X220N)는 LG X2 (2018)의 후속작으로, 2019년에 대한민국에만 출시되었다. 기본적인 사양은 LG X2 (2018)과 거의 동일하며, ZEM이 기본 애플리케이션으로 내장되어있다. 색상은 블랙과 화이트가 있다.